# 경상남도의 문화재자료 (제501호 ~ 제600호)
경상남도 문화재자료는 대한민국의 문화재자료 중에서 경상남도에 있는 것을 가리킨다.

## 지정목록

### 제501호 ~ 제600호
| 번호    | 사진 | 명칭                                                                                        | 소재지                                                                                        | 관리자 (단체)                                | 지정일                                          | 참조 |
| 501호   |      | 의령 서동리 남군보 묘표 (宜寧 西洞里 南君甫 墓表)                                           | 경남 의령군 의령읍 서동리                                                                     | 의령남씨대종회                               | 2010년 4월 8일 지정                             |      |
| 502호   |      | 합천 덕정리 정세필 묘비 (陜川 德亭里 鄭世弼 墓碑)                                           | 경남 합천군 대양면 덕정리 산107                                                               | 영일정씨 포은공파 와룡정 종중                | 2010년 8월 26일 지정                            |      |
| 503호   |      | 함양 백운암 영은사지 부도군                                                                 | 경남 함양군 백전면 백운리 51-1                                                                | 백운암                                       | 2010년 9월 2일 지정                             |      |
| 504호   |      | 김해 영구암 칠성탱 (金海 靈龜庵 七星幀)                                                     | 경남 김해시 신어산길 170                                                                      | 김해 영구암 주지                             | 2010년 10월 7일 지정                            |      |
| 505호   |      | 김해 관음정사 소조보살좌상 (金海 觀音精舍 塑造菩薩坐像)                                     | 경남 김해시                                                                                   | 관음정사                                     | 2010년 10월 7일 지정                            |      |
| 506호   |      | 해인사 고불암 동조보살좌상 (海印寺 古佛庵 銅造菩薩坐像)                                     | 경남 합천군                                                                                   | 합천 해인사 주지                             | 2010년 10월 7일 지정                            |      |
| 507호   |      | 남해 화방사 부도 (南海 花芳寺 浮屠)                                                         | 경남 남해군                                                                                   | 남해 화방사 주지                             | 2010년 10월 7일 지정                            |      |
| 508호   |      | 남해 화방사 원패 (南海 花芳寺 願牌)                                                         | 경남 남해군                                                                                   | 남해 화방사 주지                             | 2010년 10월 7일 지정                            |      |
| 509호   |      | 남해 화방사 향완 (南海 花芳寺 香垸)                                                         | 경남 남해군                                                                                   | 남해 화방사 주지                             | 2010년 10월 7일 지정                            |      |
| 510호   |      | 남해 화방사 삼재부 목판 (南海 花芳寺 三災符 木板)                                           | 경남 남해군                                                                                   | 남해 화방사 주지                             | 2010년 10월 7일 지정                            |      |
| 511호   |      | 하동 운암리 관어재 김중원 관련 유물 (河東 雲岩里 觀魚齋 金重元 關聯 遺物)                   | 경남 하동군                                                                                   | 용궁김씨 축좌공파 관어재 문중대표 김인규     | 2010년 10월 7일 지정                            |      |
| 512호   |      | 하동 금정사 칠성탱 (河東 金頂寺 七星幀)                                                     | 경남 하동군 금남면 금정길 113-1, 금정사                                                       | 하동 금정사 주지                             | 2010년 10월 7일 지정                            |      |
| 513호   |      | 하동 운암리 최익현 영정 (河東 雲岩里 崔益鉉 影幀)                                           | 경남 하동군                                                                                   | 경주최씨 화숙공파 하동운암 문중              | 2010년 10월 7일 지정                            |      |
| 514호   |      | 사천 백천사 신중탱 (泗川 百泉寺 神衆幀)                                                     | 경남 사천시                                                                                   | 사천 백천사                                  | 2010년 10월 7일 지정                            |      |
| 515호   |      | 사천 백천사 아미타후불탱 (泗川 百泉寺 阿彌陀後佛幀)                                         | 경남 사천시                                                                                   | 사천 백천사 주지                             | 2010년 10월 7일 지정                            |      |
| 516호   |      | 절충장군 주의수 묘 (折衝將軍 朱義壽 墓)                                                     | 경남 창원시 진해구 마천동 산3-1                                                               | 김해진영 신안주씨 문중회                     | 2010년 10월 21일 지정                           |      |
| 517호   |      | 의령 입산리 고산재 (宜寧 立山里 高山齋)                                                     | 경남 의령군 부림면 입산로 155-50                                                              | 탐진안씨헌납공파설산재종중                   | 2010년 12월 9일 지정                            |      |
| 518호   |      | 의령 전화리 칠우정 (宜寧 全火里 七友亭)                                                     | 경남 의령군 낙서면 낙서로3길 46-24                                                            | 이종섭                                       | 2010년 12월 9일 지정                            |      |
| 519호   |      | 의령 전화리 의동정 (宜寧 全火里 宜東亭)                                                     | 경남 의령군 낙서면 낙서로3길 46-33                                                            | 이헌책                                       | 2010년 12월 9일 지정                            |      |
| 520호   |      | 의령 전화리 운곡재 (宜寧 全火里 雲谷齋)                                                     | 경남 의령군 낙서면 낙서로3길 46-12                                                            | 이선두                                       | 2010년 12월 9일 지정                            |      |
| 521호   |      | 의령 정곡리 변형규공 시혜비각 (宜寧 井谷里 卞炯圭公 施惠碑閣)                               | 경남 의령군 낙서면 낙동강로 589-11                                                            | 변도수                                       | 2010년 12월 9일 지정                            |      |
| 522호   |      | 의령 중동리 충의각 (宜寧 中東里 忠義閣)                                                     | 경남 의령군 의령읍 충익로 1, 충익사                                                           | 의령군                                       | 2010년 12월 9일 지정                            |      |
| 523호   |      | 의령 내제리 소강재 (宜寧 來齋里 昭岡齋)                                                     | 경남 의령군 낙서면 내제로 111-5                                                               | 이소강                                       | 2010년 12월 9일 지정                            |      |
| 524호   |      | 창원 마산합포구 내포리 삼효각 (昌原 馬山合浦區 內浦里 三孝閣)                               | 경남 창원시 마산합포구 구산면 구산로109-45                                                    | 진주강씨 청풍공파 구산회종중                 | 2010년 12월 9일 지정                            |      |
| 525호   |      | 진주 동산리 박태형가 고문서 일괄 (晉州 東山里 朴泰亨家 古文書 一括)                         | 경남 진주시                                                                                   | 경상대학교                                   | 2011년 1월 6일 지정                             |      |
| 526호   |      | 밀양 명례리 명례성당 (密陽 明禮里 明禮聖堂)                                                 | 경남 합천군                                                                                   | 심정환                                       | 2011년 2월 24일 지정                            |      |
| 527호   |      | 합천 대목리 수암정 (陜川 大目里 修巖亭)                                                     | 경남 창원시 마산합포구 완월동 206번지                                                         | (재) 마산교구 천주교유지재단                 | 2011년 4월 28일 지정                            |      |
| 528호   |      | 양산 법천사 묘법연화경 권1·2 (梁山 法泉寺 妙法蓮華經 卷一·二)                               | 경남 양산시                                                                                   | 대한불교 조계종 법천사                       | 2011년 4월 28일 지정                            |      |
| 529호   |      | 함안 백암사 석조여래좌상 (咸安 白岩寺 石造如來坐像)                                         | 경남 함안군                                                                                   | 한국불교 태고종 백암사                       | 2011년 4월 28일 지정                            |      |
| 530호   |      | 함안 검암리 충순당                                                                          | 경남 함안군                                                                                   | 성산이씨충순당종중                           | 2011년 4월 28일 지정                            |      |
| 531호   |      | 함안 검암리 충순당 정려각                                                                   | 경남 함안군                                                                                   | 성산이씨충순당종중                           | 2011년 4월 28일 지정                            |      |
| 532호   |      | 진주 용산리 용산사 대웅전 (晉州 龍山里 龍山寺 大雄殿)                                       | 경남 진주시                                                                                   | 용산사                                       | 2011년 6월 2일 지정                             |      |
| 533호   |      | 진주 옥봉동 진주상무사 (晉州 玉峰洞 晉州商務社)                                             | 경남 진주시                                                                                   | 진주상공회의소                               | 2011년 6월 2일 지정                             |      |
| 534호   |      | 창녕 대산리 죽림재 (昌寧 垈山里 竹林齋)                                                     | 경남 창녕군 성산면 대산리 1173번지                                                            | 윤죽림                                       | 2011년 6월 2일 지정                             |      |
| 535호   |      | 고성 청광리 창효각 (固城 淸光里 彰孝閣)                                                     | 경남 고성군                                                                                   | 밀양박씨 종중                                | 2011년 7월 14일 지정                            |      |
| 536호   |      | 거창 동변리 망월정 (居昌 東邊里 望月亭)                                                     | 경남 거창군 동변1길 38-46                                                                     | 거창성주이씨망월중종중                       | 2011년 7월 14일 지정                            |      |
| 537호   |      | 거창 무릉리 최진사 고가 (居昌 武陵里 崔進士 古家)                                           | 경남 거창군 월곡길 75-8                                                                       | 최철호                                       | 2011년 7월 14일 지정                            |      |
| 538호   |      | 진주 단목리 담산고택 (晉州 丹牧里 澹山古宅)                                                 | 경남 진주시 대곡면 단목길7번길 24                                                             | 하택선                                       | 2011년 7월 14일 지정                            |      |
| 539호   |      | 김해 원명사 석씨원류 (金海 圓明寺 釋氏源流)                                                 | 경남 김해시 대동면 대동로 529번길 83                                                          | 원명사                                       | 2011년 9월 8일 지정                             |      |
| 540호   |      | 김해 관음정사 천지명양수륙재의찬요 (김海 觀音精舍 天地冥陽水陸齋儀纂要)                     | 경남 김해시 진례면 평지길 299                                                                 | 관음정사                                     | 2011년 9월 8일 지정                             |      |
| 541호   |      | 하동 대안사 수륙무차평등재의촬요 (河東 大安寺 水陸無遮平等齋儀撮要)                         | 경남 하동군 금남면 한재길 124-28                                                              | 대안사                                       | 2011년 9월 8일 지정                             |      |
| 542호   |      | 진주 사곡리 낙수암 (晉州 士谷里 落水庵)                                                     | 경남 진주시 수곡면 사곡로 316-10                                                              | 진양하씨송정공파종중                         | 2011년 9월 29일 지정                            |      |
| 543호   |      | 산청 대포리 오의정 (山淸 大浦里 五宜亭)                                                     | 경남 산청군 생초면 명지대포로236번길 158-12 (대포리)                                          | 민정                                         | 2011년 12월 29일 지정                           |      |
| 544호   |      | 진주 동산리 충노 최의남 정려 현판 (晉州 東山里 忠奴 崔義男 旌閭 懸板)                       | 경남 진주시 진성면 달음산로504번길 34                                                         | 박수홍                                       | 2011년 12월 29일 지정                           |      |
| 545호   |      | 함안 명관리 공룡발자국                                                                      | 경남 함안군 군북면 명관리 618번지외 2필지                                                     | 함안군                                       | 2012년 2월 16일 지정                            |      |
| 546호   |      | 함양 도촌리 구졸암공 신도비                                                                 | 경남 함양군 지곡면 도촌리 214                                                                 | 남원양씨 영모제종중                          | 2012년 3월 8일 지정                             |      |
| 547호   |      | 함양 등구사 삼층석탑                                                                        | 경남 함양군 마천면 구양리 산30-5                                                              | 등구사                                       | 2012년 3월 8일 지정                             |      |
| 548호   |      | 합천 해인사 국일암 지장시왕도 (陜川 海印寺 國一庵 地藏十王圖)                               | 경남 합천군 가야면 해인사길 118-68                                                            | 대한불교 조계종 해인사                       | 2012년 7월 26일 지정                            |      |
| 549호   |      | 김해 관동리 일신재 (金海 關洞里 日新齋)                                                     | 경남 김해시                                                                                   | 이종석                                       | 2012년 10월 11일 지정                           |      |
| 550호   |      | 김해 관동리 화산정사 (金海 官洞里 華山精舍)                                                 | 경남 김해시                                                                                   | 전주이씨 덕양군파 서계령 종중                | 2012년 10월 11일 지정                           |      |
| 551호   |      | 선무원종공신 수문장 박세항 묘 (宣武原從功臣 守門將 朴世項 墓)                               | 경남 진주시 문산읍 갈곡리 산101-2                                                             | 밀양박씨무량공파송정종친회                   | 2012년 10월 11일 지정                           |      |
| 552호   |      | 함안 청계리 청계서당 (咸安 淸溪里 淸溪書堂)                                                 | 경남 함안군                                                                                   | 장수이씨정언공파종중                         | 2012년 10월 11일 지정                           |      |
| 553호   |      | 하동 옥산서원 소장 책판 일괄 (河東 玉山書院 所藏 冊板 一括)                                 | 경남 하동군 옥종면 옥산서원길 61-7                                                            | 연일정씨 옥산서원 문중                       | 2012년 11월 29일 지정                           |      |
| 554호   |      | 함양 서운암 산신도                                                                          | 경남 함양군                                                                                   | 서운암                                       | 2012년 11월 29일 지정                           |      |
| 555호   |      | 창원 오서리 구천정사 (昌原 五西里 龜川精舍)                                                 | 경남 창원시                                                                                   | 밀성박씨신암공종중(대표 박필근)              | 2012년 11월 29일 지정                           |      |
| 556호   |      | 합천 화양리 육우당 (陜川 華陽里 六友堂)                                                     | 경남 합천군 묘산면 화양리                                                                     | 윤창동                                       | 2012년 11월 29일 지정                           |      |
| 557호   |      | 합천 가호리 동산재 (陜川 佳湖里 東山齋)                                                     | 경남 합천군 용주면 가호리                                                                     | 류광수                                       | 2012년 11월 29일 지정                           |      |
| 558호   |      | 산청 단계리 용담정사 (山淸 丹溪里 龍潭精舍)                                                 | 경남 산청군 신등면 신차로 545                                                                 | 순천박씨 용담공파종중                        | 2012년 12월 27일 지정                           |      |
| 559호   |      | 거창 사병리 밀양변씨고가 (居昌 士屛里 密陽卞氏古家)                                         | 경남 거창군 가조면 병산1길 109                                                                | 변희태                                       | 2012년 12월 27일 지정                           |      |
| 560호   |      | 밀양 신호리 양호당 (密陽 新湖里 養浩堂)                                                     | 경남 밀양시 초동면 신호2길 19                                                                 | 밀성박씨신기파 봉서제종중회                  | 2013년 1월 3일 지정                             |      |
| 561호   |      | 창녕 관음사 아미타불회도 (昌寧 觀音寺 阿彌陀佛會圖)                                         | 경남 창녕군                                                                                   | 관음사                                       | 2013년 1월 3일 지정                             |      |
| 562호   |      | 진주 용강서당 소장 백호집 부록 책판 (晉州 龍江書堂 所藏 白湖集 附錄 冊板)                   | 경남 진주시 지수면 압사리 1265-2번지                                                          | 의성김씨문중                                 | 2013년 1월 3일 지정                             |      |
| 563호   |      | 경상대학교 소장 역양집 책판 (慶尙大學校 所藏 嶧陽集 冊板)                                   | 경남 진주시                                                                                   | 경상대학교                                   | 2013년 1월 3일 지정                             |      |
| 564호   |      | 경상대학교 소장 송암집.황암집.농은집 책판 (慶尙大學校 所藏 松암集.篁嵒集.農隱集 冊板)       | 경남 진주시                                                                                   | 경상대학교                                   | 2013년 1월 3일 지정                             |      |
| 565호   |      | 경상대학교 소장 계재집 책판 (慶尙大學校 所藏 溪載集 冊板)                                   | 경남 진주시 진주대로 501                                                                      | 경상대학교                                   | 2013년 1월 3일 지정                             |      |
| 566호   |      | 합천 덕원서원 소장 운암설원록 책판 (陜川 德源書院 所藏 雲巖雪寃錄 冊板)                     | 경남 합천군 청덕면 성대리 596-1                                                               | 연안차씨 종중                                | 2013년 1월 3일 지정                             |      |
| 567호   |      | 진주 사곡리 수졸재 (晉州 士谷里 守拙齋)                                                     | 경남 진주시 수곡면 사곡리 156번길 24-6                                                        | 목와공종중                                   | 2013년 1월 31일 지정                            |      |
| 568호   |      | 이승원 무신일기 (李升原 戊申日記)                                                           | 경남 거창군 웅양면 강천새마을길 12-9                                                          | 이경영                                       | 2013년 10월 24일 지정                           |      |
| 569호   |      | 고성 청광리 김만증 간찰 및 분재기 (固城 淸光里 金萬增 簡札 및 分財記)                       | 경남 고성군 개천면 청광4길 47                                                                 | 김용대                                       | 2013년 10월 24일 지정                           |      |
| 570호   |      | 양산 광천사 현수제승법수 (梁山 光天寺 賢首諸乘法數)                                         | 경남 양산시 하북면 백록로 116                                                                 | 양산 광천사 주지                             | 2013년 10월 24일 지정                           |      |
| 571호   |      | 양산 남강서원 소장 어정사부수권 (梁山 南岡書院 所藏 御定四部手圈)                           | 경남 양산시 용주로 300                                                                        | 이창진                                       | 2013년 10월 24일 지정                           |      |
| 572호   |      | 양산 남강서원 소장 어정두륙천선 (梁山 南岡書院 所藏 御定杜陸千選)                           | 경남 양산시 용주로 300                                                                        | 이창진                                       | 2013년 10월 24일 지정                           |      |
| 573호   |      | 통영 도솔암 고봉화상선요 (統營 兜率庵 高峯和尙禪要)                                         | 경남 통영시 봉수로 108-145 (도솔암)                                                           | 채○동 (채○동)                                | 2014년 1월 23일 지정, 2016년 9월 29일 명칭 변경 |      |
| 574호   |      | 창원 길상사 승가예의문 (昌原 吉祥寺 僧家禮儀文)                                             | 경남 창원시 의창구 용동 134                                                                   | 배상수                                       | 2014년 1월 23일 지정                            |      |
| 575호   |      | 창원 길상사 선원제전집도서 (昌原 吉祥寺 禪源諸詮集都序)                                     | 경남 창원시 의창구 용동 134                                                                   | 창원 길상사 주지                             | 2014년 1월 23일 지정                            |      |
| 576호   |      | 창원 길상사 법집별행록절요병입사기 (昌原 吉祥寺 法集別行錄節要幷入私記)                     | 경남 창원시 의창구 용동 134                                                                   | 창원 길상사 주지                             | 2014년 1월 23일 지정                            |      |
| 576-1호 |      | 창원 길상사 법집별행록절요병입사기(용장사본) (昌原 吉祥寺 法集別行錄節要幷入私記(龍藏寺本)) | 경남 창원시 의창구 용동 134                                                                   | 창원 길상사 주지                             | 2014년 1월 23일 지정                            |      |
| 576-2호 |      | 창원 길상사 법집별행록절요병입사기(운흥사본) (昌原 吉祥寺 法集別行錄節要幷入私記(雲興寺本)) | 경남 창원시 의창구 용동 134                                                                   | 배상수                                       | 2014년 1월 23일 지정                            |      |
| 577호   |      | 남해 해관암 아미타삼존도 및 복장유물 일괄 (南海 海觀庵 阿彌陀三尊圖 및 腹藏遺物 一括)       | 경남 남해군 삼동면 양화금로 214-24                                                            | 남해 해관암 주지                             | 2014년 1월 23일 지정                            |      |
| 578호   |      | 고성 옥천사 연대암 아미타불회도 (固城 玉泉寺 蓮臺庵 阿彌陀佛會圖)                           | 경남 고성군                                                                                   | 고성 옥천사 주지                             | 2014년 1월 23일 지정                            |      |
| 579호   |      | 양산 통도사 백련암 용선접인도 (梁山 通度寺 白蓮庵 龍船接引圖)                               | 경남 양산시 하북면 지산리 통도사로 108                                                        | 양산 통도사 (통도사 주지)                    | 2014년 3월 20일 지정                            |      |
| 580호   |      | 여흥세고 목판 (驪興世稿 木板)                                                               | 경남 산청군 오부면                                                                            | 민대규                                       | 2014년 3월 20일 지정                            |      |
| 581호   |      | 김응수 교지 및 고문서 일괄 (金應秀 敎旨 및 古文書 一括)                                     | 경남 산청군 금서면                                                                            | 김성두                                       | 2014년 3월 20일 지정                            |      |
| 582호   |      | 의령여씨 향제시도록 및 시조제단비 (宜寧余氏 享祭時到錄 및 始祖祭壇碑)                       | 경남 의령군 의령읍 충익로 1-25 의병박물관 경남 의령군 의령읍 정암리 산1-1 외                  | 의령여씨 대종회                              | 2014년 3월 20일 지정, 2015년 4월 16일 추가지정  |      |
| 583호   |      | 거창 월헌고가 (居昌 月軒古家)                                                               | 경남 거창군 남하면 월곡길 89                                                                  | 최석기                                       | 2014년 4월 17일 지정                            |      |
| 584호   |      | 산청 매란정사 (山淸 梅瀾亭舍)                                                               | 경남 산청군 오부면 산수로 541번길 143 (양촌리 560)                                            | 여흥민씨매란종중                             | 2014년 8월 14일 지정                            |      |
| 585호   |      | 의령 미연서원 (宜寧 嵋淵書院)                                                               | 경남 의령군 대의면 모의로 323 (중촌리 765-1)                                                  | 미연서원보존회                               | 2014년 9월 25일 지정                            |      |
| 586호   |      | 풍천노씨 가학십도 목판 (豊川盧氏 家學十圖 木版)                                             | 경남 함양군 함양읍 필봉산길 55 함양박물관                                                     | 풍천노씨 대종중 (함양박물관)                 | 2015년 1월 15일 지정                            |      |
| 587호   |      | 노숙동 송재실기 목판 (盧叔仝 松齋實紀 木版)                                                 | 경남 함양군 함양읍 필봉산길 55 함양박물관                                                     | 풍천노씨 대종중 (함양박물관)                 | 2015년 1월 15일 지정                            |      |
| 588호   |      | 상곡마씨 교지 (上谷麻氏 敎旨)                                                               | 경남 합천군 봉산면 송림리                                                                     | 마호영                                       | 2015년 1월 15일 지정                            |      |
| 589호   |      | 밀양 정혜암 아미타불회도 (密陽 定慧庵 阿彌陀佛會圖)                                         | 경남 밀양시 삼랑진읍 율동리 373번지                                                           | 밀양 정혜암 (정혜암 주지)                    | 2015년 1월 15일 지정                            |      |
| 590호   |      | 함안 생육신 조려 유적 (咸安 生六臣 趙旅 遺蹟)                                               | 경남 함안군 군북면 원북리 537-1 일원, 함안군 군북면 원북리 353 일원, 함안군 군북면 원북리 345 | 함안조씨 정절공 종중 외, (사단법인 서산서원) | 2015년 3월 19일 지정                            |      |
| 591호   |      | 양산 성전암 신중도 (梁山 聖田庵 神衆圖)                                                     | 경남 양산시 하북면 백록로 224                                                                 | 양산 성전암 (성전암 주지)                    | 2015년 5월 11일 지정                            |      |
| 592호   |      | 김필용 처 전주이씨 효열 천장 (弼龍 妻 全州李氏 孝烈 薦狀)                                   | 경남 밀양시 초동면 초동중앙로                                                                 | 성재정                                       | 2015년 5월 11일 지정                            |      |
| 593호   |      | 양산 황산잔로비 (梁山 黃山棧路碑)                                                           | 경남 양산시 물금읍 물금리 592번지                                                             | 양산 용화사 (용화사 주지)                    | 2015년 7월 30일 지정                            |      |
| 594호   |      | 합천 청강사 승탑 (陜川 晴堈寺 僧塔)                                                         | 경남 합천군 대병면 장단3길 42-32                                                              | 합천 청강사                                  | 2015년 9월 3일 지정                             |      |
| 595호   |      | 진주 모순 정려비 (晋州 牟恂 旌閭碑)                                                         | 경남 진주시 사봉면 지사로 243                                                                 | 함평모씨 등건종중                            | 2015년 10월 8일 지정                            |      |
| 596호   |      | 진주 의곡사 한글비석 (晋州 義谷寺 한글碑石)                                                 | 경남 진주시 봉래동 260                                                                        | 진주 의곡사                                  | 2015년 10월 15일 지정                           |      |
| 597호   |      | 벽진이씨 여은공파 종중 고문서 (碧珍李氏 麗隱公派 宗中 古文書)                               | 경남 밀양시 무안면 내진1길 39-18                                                              | 벽진이씨 여은공파 종중                       | 2015년 10월 29일 지정                           |      |
| 598호   |      | 하동 법성선원 대방광불화엄경소 (河東 法成禪院 大方廣佛華嚴經䟽)                             | 경남 하동군 옥종면 고무능골길 63-45                                                           | 배성자                                       | 2015년 10월 29일 지정                           |      |
| 599호   |      | 하동 법성선원 묘법연화경 (河東 法成禪院 妙法蓮華經)                                         | 경남 하동군 옥종면 고무능골길 63-45                                                           | 배성자                                       | 2015년 10월 29일 지정                           |      |
| 600호   |      | 하동 법성선원 대방광원각수다라요의경 (河東 法成禪院 大方廣圓覺修多羅了義經)                 | 경남 하동군 옥종면 고무능골길 63-45                                                           | 배성자                                       | 2015년 10월 29일 지정                           |      |

## 참고 자료
- 문화재지식정보센터
- 경상남도 고시 - 상세검색